# 핀칠리 로드역
핀칠리 로드(영어: Finchley Road) 역은 노스런던 캠던 구의 핀칠리 로드(Finchley Road)와 캔필드 가든(Canfield Gardens) 모퉁이에 위치한 런던 지하철 역이다. 주빌리선의 웨스트 햄스테드역과 스위스 코티지역 사이, 메트로폴리탄선의 베이커 스트리트역과 웸블리 파크역 사이에 위치한다. 이 역은 트래블카드 2구역에 속한다.
이 역은 O2 쇼핑 센터에서 남쪽으로 100야드 떨어져 있으며, 프로그널와 사우스 햄스테드 지역 인프라를 제공한다. 런던 오버그라운드 노스런던선의 핀칠리 로드 & 프로그널역에서 도보로 5분 거리에 있으며, 이 두역간의 환승은 공식적인 간접환승이다(런던에서는 out-of-system interchange라고 부른다.). 이 역은 단일 유리와 금속 캐노피로 덮인 절삭부에 있으며 노선의 반지하 구간에서 가장 북쪽에 있는 역이다.

## 역사

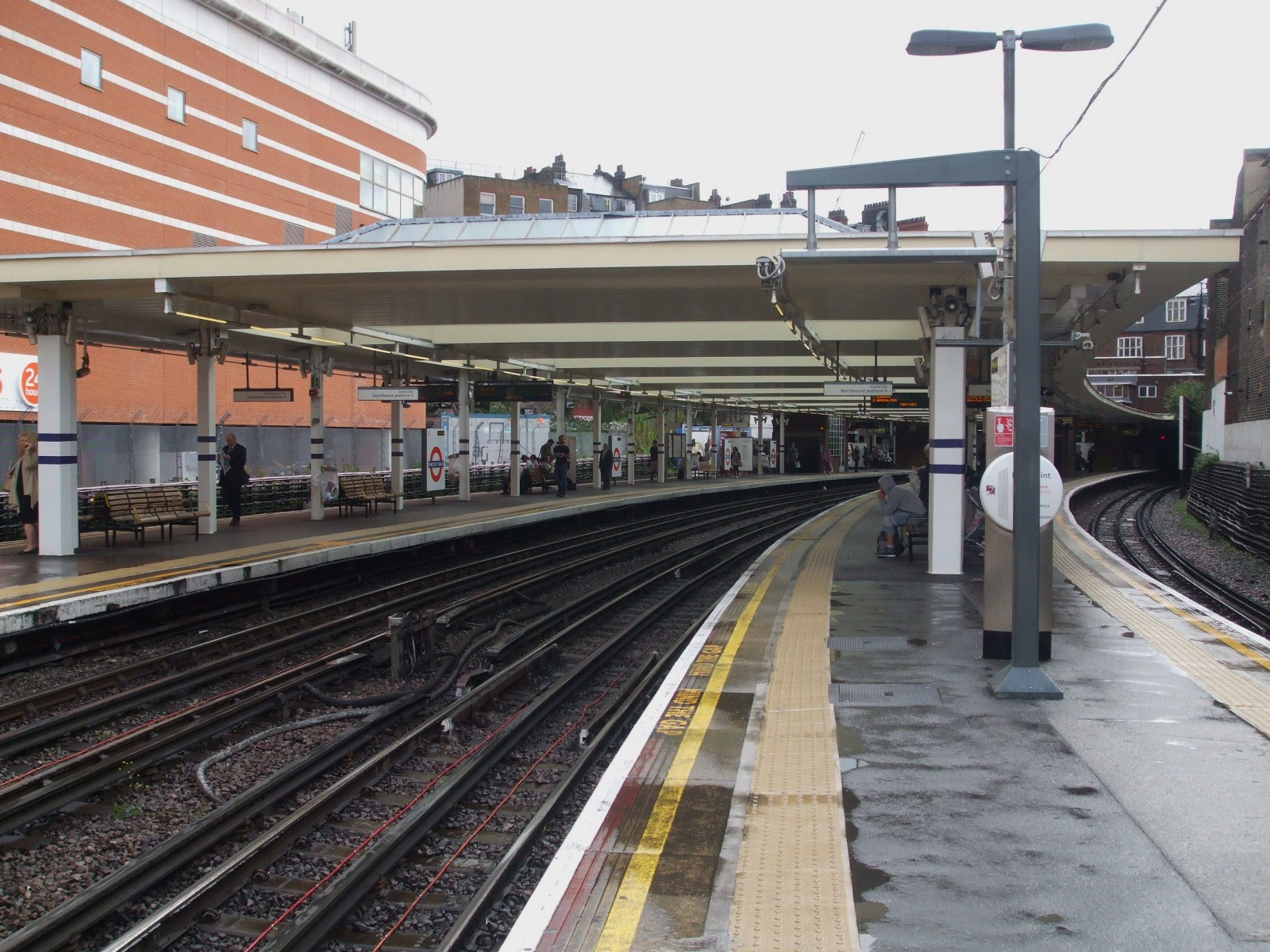
남쪽으로 바라본 승강장

이 역은 1879년 6월 30일 메트로폴리탄 철도(MR, 현재 메트로폴리탄선)에 의해 현재 폐쇄된 스위스 코티지역(현 스위스 코티지 주빌리선 역과는 다른 역)에서 연장 개통되었다. 이 역은 1914년에 새로운 상점 행렬에 출구가 통합되어 재건되었다.
1930년대 중반까지 메트로폴리탄 선은 핀칠리 로드와 베이커 스트리트 역 사이의 선로 용량 제한으로 인해 런던 북서부에서 오는 주요 노선의 혼잡을 겪고 있었다. 이러한 혼잡을 완화하기 위해 새로운 고심도 구간은 스탠모어 지선과 웸블리 파크 남쪽의 역에서 오는 교통량의 일부를 실어 나르기 위해 핀칠리가와 베이커가 사이에 공사를 실시했다. 이 새로운 터널은 1939년 11월 20일에 개통되었고, 이때부터 핀칠리 로드역은 새로운 터널을 이용하여 베이커가에서 운행하는 베이컬루선 열차도 운행되었다. 베이컬루 선 운행은 1979년 5월 1일에 주빌리선의 운영을 시작한 이후 주빌리선으로 전환했다.

## 운행 정보

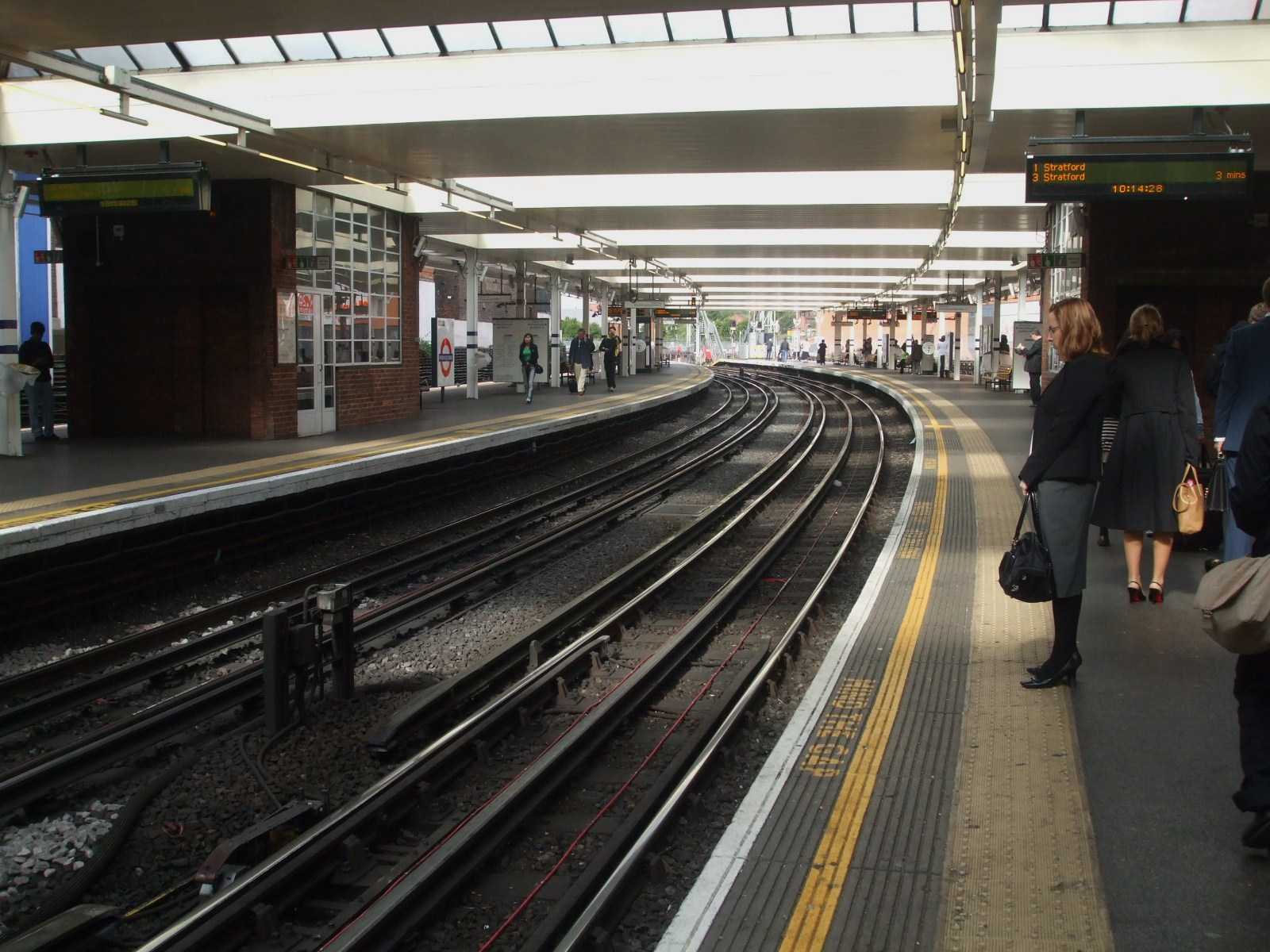
북쪽으로 바라본 주빌리선 승강장

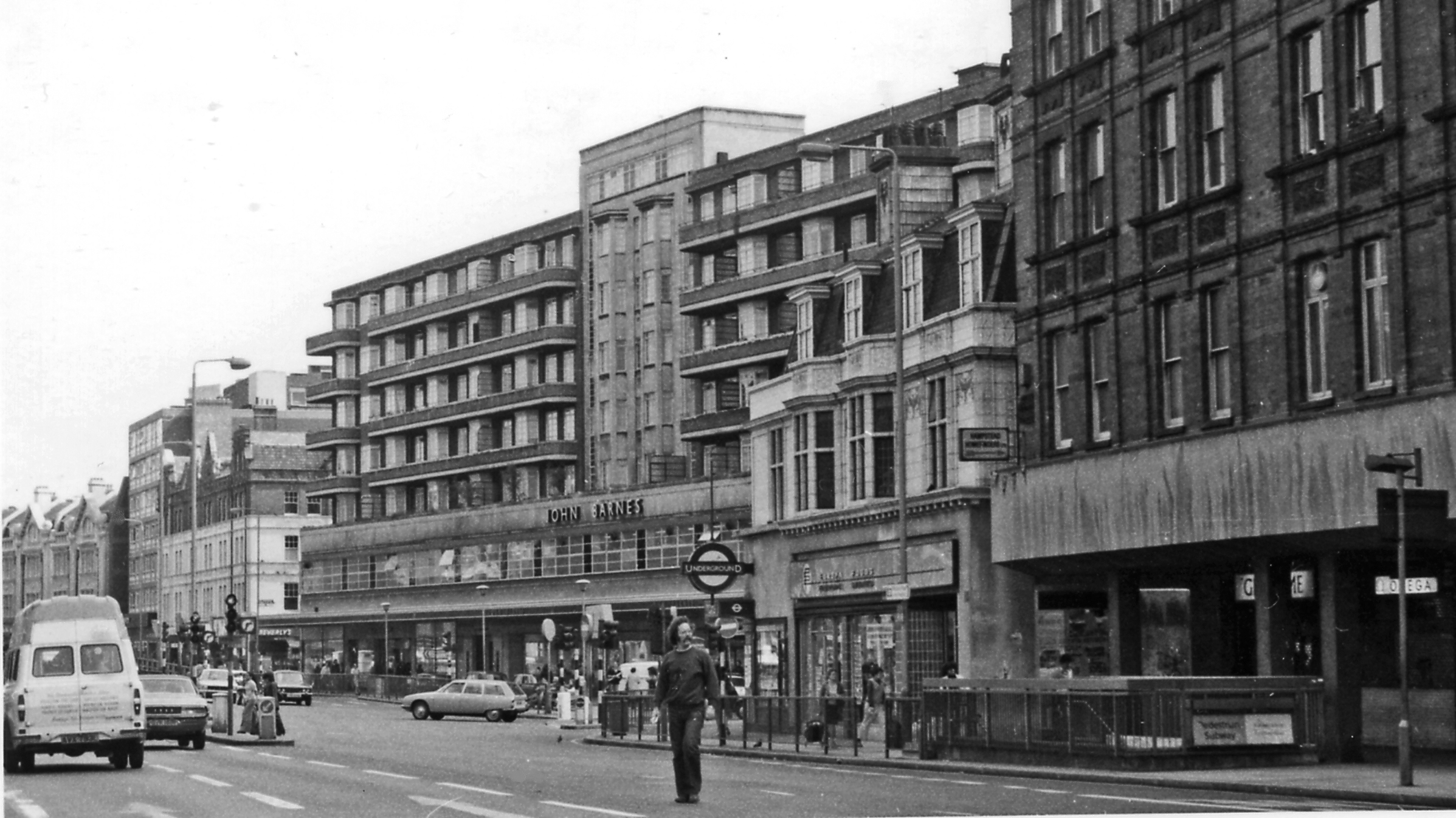
1978년 핀칠리 로드역 출구

핀칠리 로드역은 런던 지하철 주빌리선과 메트로폴리탄 선 열차가 운행한다. 전역 정차(완행)하는 주빌리선은 스탠모어와 스트랫퍼드사이를 시간당 16대로 운행한다.
메트로폴리탄 선은 알드게이트와 베이커 스트리트에서 런던 북서부와 홈 카운티의 일부 역까지 전역 정차(혼잡시간 한정 일부역 정차)(핀칠리 로드와 웸블리 파크 사이의 역 무정차)로 운행한다.

## 연결 교통
런던 버스 13번, 113번, 187번, 268번, C11번, 심야 N113번 노선이 이 역을 지난다.

## 인접역
| 주빌리선                                              | 주빌리선                       | 주빌리선                          |
| ----------------------------------------------------- | ------------------------------ | --------------------------------- |
| 웨스트 햄스테드 스탠모어 방면                         | 주빌리선                       | 스위스 코티지 스트랫포드 방면     |
| 메트로폴리탄선                                        |                                |                                   |
| 웸블리 파크 아머셤, 체셤, 옥스브리지 또는 왓퍼드 방면 | 메트로폴리탄선                 | 베이커 스트리트 / 알드게이트 방면 |
| 해로온더힐 아머셤, 체셤, 옥스브리지 또는 왓퍼드 방면  | 메트로폴리탄선 (혼잡시간 전용) | 베이커 스트리트 / 알드게이트 방면 |
| 윌스던 그린 아머셤, 체셤, 옥스브리지 또는 왓퍼드 방면 | 메트로폴리탄선 (비정규 운행)   | 베이커 스트리트 / 알드게이트 방면 |